# Metopa samsiluna
Metopa samsiluna är en kräftdjursart som beskrevs av J. L. Barnard 1966. Metopa samsiluna ingår i släktet Metopa och familjen Stenothoidae. Inga underarter finns listade i Catalogue of Life.